# Modelo numérico de predicción meteorológica

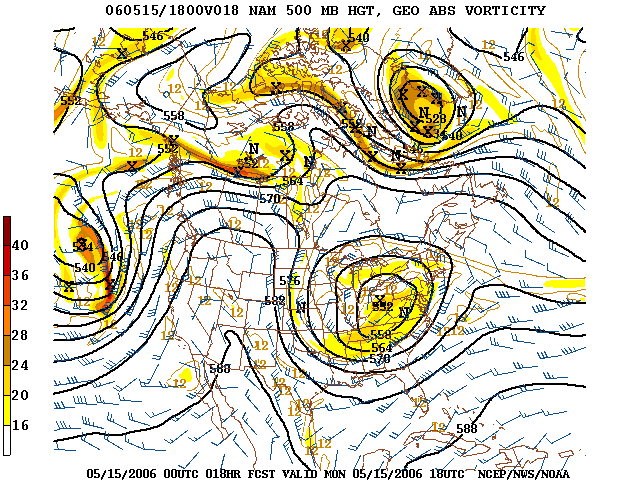
Ejemplo de una predicción de la altura geopotencial de 500 mbar utilizando un modelo numérico de predicción del tiempo.

La predicción meteorológica numérica hace referencia a los sistemas que usan datos meteorológicos actuales para alimentar complejos modelos físico-matemáticos de la atmósfera para predecir la evolución meteorológica. Aunque los primeros esfuerzos por realizar predicciones utilizando este tipo de metodologías se remontan a la década de 1920, no fue hasta la llegada de la computación y de la simulación por ordenador cuando se pudieron implementar modelos que realizaran cálculos en tiempo real. La manipulación de grandes conjuntos de datos y la realización de cálculos avanzados con una resolución lo suficientemente detallada, y por tanto práctica en las previsiones meteorológicas, requiere del empleo de algunos de los mayores superordenadores del mundo. Algunos de los modelos numéricos de predicción, tanto a escalas global y regional, son utilizados para realizar previsiones para países del mundo entero.
El ensamble de varios modelos numéricos permite definir con mayor precisión la incerteza de la predicción y extender la predicción hacia un futuro más lejano (7 a 12 días), lo que no sería posible sin ellos.

## Descripción física
La atmósfera es un fluido. En forma básica la predicción mediante modelos numéricos se basa en la toma de una muestra del fluido en un momento dado (en cuanto a sus propiedades en diversos puntos, tales como grado de humedad, presión, velocidad y dirección del viento) y la aplicación de ecuaciones de la dinámica de fluidos y termodinámica para calcular el estado del fluido en algún momento del futuro.

## Historia
El matemático británico Lewis Fry Richardson fue el primero en proponer utilizar un modelo numérico para la predicción meteorológica en 1922. Richardson intentó realizar una previsión numérica pero no tuvo éxito. El primer logro en este nuevo campo de la meteorología se consiguió en 1950 por un equipo compuesto por los meteorólogos estadounidenses Jule Charney, Philip Thompson, Larry Gates, el noruego Ragnar Fjörtoft y el matemático aplicado John von Neumann; empleando para ello la computadora ENIAC. Utilizaron una forma simplificada de la dinámica atmosférica basada en la ecuación de vorticidad barotrópica. Esta simplificación redujo en gran medida la demanda de tiempo y recursos de la computadora empleada, de manera que pudiera ser utilizada en los equipos informáticos de la época, todavía en una fase relativamente primitiva. Modelos numéricos posteriores emplearon ecuaciones más complejas para la dinámica y termodinámica atmosférica.
La predicción meteorológica mediante modelos numéricos comenzó a funcionar, de manera regular, en 1955 bajo un proyecto conjunto de la Fuerza Aérea de los Estados Unidos y la Oficina Meteorológica.

## Definición de modelo meteorológico
En este contexto, un modelo es un programa informático que produce información meteorológica correspondiente a un momento en el futuro para determinados puntos del planeta y ciertas altitudes. En el plano horizontal, un modelo puede ser global y cubrir la totalidad de la Tierra, o bien regional, y en ese caso abarca solo una parte del planeta. Los modelos regionales también se comocen como "modelos de área limitada".

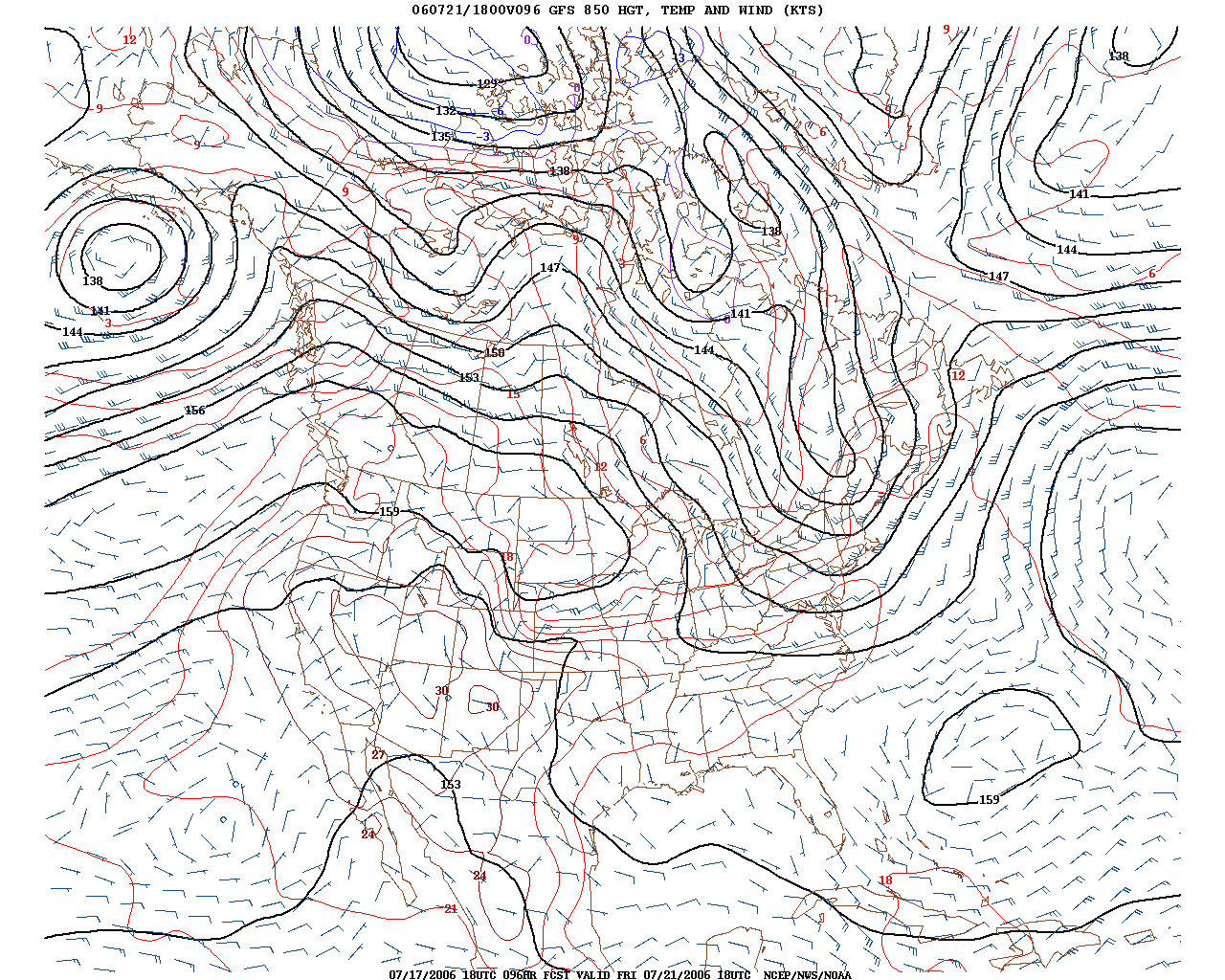
Predicción a 96 horas de la altura geopotencial de 850 mbar y temperatura, obtenida mediante el Global Forecast System.

Las previsiones se calculan utilizando ecuaciones matemáticas de la física y dinámica de la atmósfera. Estas ecuaciones son no lineales y son imposibles de resolver con exactitud. Por consiguiente, los métodos numéricos obtienen soluciones aproximadas. Los distintos modelos usan métodos de solución diferentes. Algunos modelos globales emplean métodos espectrales para las dimensiones horizontales y métodos de diferencias finitas para el plano vertical, mientras que los modelos regionales y otros globales suelen utilizar métodos de diferencias finitas para las tres dimensiones. Asimismo, los modelos regionales también pueden emplear cuadrículas más reducidas para analizar fenómenos meteorológicos de escalas más pequeñas (mesoescalares e inferiores), ya que no tienen que resolver ecuaciones para el mundo entero.
Los modelos parten de datos obtenidos en radiosondeos, satélites meteorológicos, y observaciones meteorológicas en tierra. Las observaciones que están distribuidas de forma irregular se procesan por asimilación de datos y métodos de análisis objetivos que realizan un control de calidad y obtienen valores utilizables por los algoritmos matemáticos de los modelos numéricos (generalmente dispuestos en una cuadrícula uniformemente espaciada). A continuación estos datos se usan en el modelo como punto de partida para la previsión. El conjunto de ecuaciones empleado se conoce como "ecuaciones primitivas".
Los cálculos realizados con estas ecuaciones comienzan utilizando los datos meteorológicos disponibles y determinan los ritmos de cambio de las distintas variables atmosféricas. Los ritmos de cambio permiten predecir el estado de la atmósfera dentro de un breve lapso de tiempo en el futuro. A continuación se aplican las ecuaciones a este nuevo estado de la atmósfera para calcular nuevos ritmos de cambio, y estos nuevos ritmos de cambio predicen el estado de la atmósfera a un tiempo más distante aún en el futuro. Este procedimiento de avance mediante pequeños incrementos en el tiempo se repite en forma continua hasta que la solución alcance el momento para el cual se desea obtener la predicción. El lapso de tiempo de cada incremento temporal depende de la distancia a que se encuentren dos puntos en la cuadrícula o grilla de cálculo. Los pasos de tiempo en los modelos climáticos globales pueden ser del orden de decenas de minutos, mientras que los pasos de tiempo utilizados en los modelos regionales pueden variar entre unos pocos segundos a algunos minutos.

## Sistemas de predicción por conjuntos
Tal como indicó Edward Lorenz en 1963, debido a la naturaleza caótica de las ecuaciones de la dinámica de fluidos resulta prácticamente imposible predecir con certeza absoluta el estado de la atmósfera. Además, las redes de predicción meteorológica tienen una resolución espacio-temporal limitada, especialmente sobre grandes masas de agua como es el océano Pacífico, el cual introduce incertidumbre sobre el estado atmosférico inicial. Para tener en cuenta esta incertidumbre, se aplica la estocástica en las predicciones mediante los denominados "conjuntos" (ensambles en inglés), que tienen en cuenta múltiples pronósticos creados a partir de diferentes modelos numéricos, diferentes parámetros físicos o distintas variables iniciales. Por lo general, el pronóstico del conjunto se evalúa mediante el promedio de los miembros individuales del conjunto para una variable pronosticada y la dispersión del conjunto, que representa el grado de acuerdo entre los distintos pronósticos del sistema de predicción, que se conocen como miembros del conjunto. Un error común es interpretar que la escasa variación entre modelos de un conjunto significa necesariamente mayor fiabilidad del mismo. Aunque a veces existe una relación entre el grado de variación y la calidad del conjunto, la confiabilidad depende fundamentalmente de factores tales como el modelo numérico y la región para la cual se realiza la previsión.

## Modelos
Existe un gran número de modelos que han sido desarrollados por diversas agencias y organismos meteorológicos. Los mismos implementan diversas metodologías para pronosticar la evolución de las diversas variables meteorológicas. 
Entre los modelos es especialmente renombrado el modelo global GFS (Global Forecast System) de la NOAA (Administración Nacional Oceánica y Atmosférica de Estados Unidos). La información del GFS se puede consultar libremente en su página web. Sin embargo, el modelo global europeo del ECMWF está considerado como el más fiable.[cita requerida]
Otros modelos utilizados son:
- UKMO (United Kingdom Model): modelo global de la Met Office
- GME: modelo global de la oficina alemana Deutscher Wetterdienst
- Modelo global del Centro Europeo de Previsiones Meteorológicas a Plazo Medio (ECMWF)
- GEM: modelo global de la Oficina Canadiense de Meteorología
- NOGAPS: modelo global de la Fleet Numerical Meteorology and Oceanography Centers
- MM5 Mesoscale Model 5
- WRF Weather Research and Forecast Model
- aLMo (Modelo Alpino) de MeteoSchweiz